# No One (cântec de Alicia Keys)
No One este primul disc single extras de pe albumul As I Am, al cântăreței de origine americană, Alicia Keys. Data oficială a lansării sale a fost pe 6 august 2007. Cântecul a devenit cel de-al treilea șlagăr al interpretei clasat pe prima poziție în ierarhia Billboard Hot 100 și cel de-al cincilea în lista Hot R&B/Hip-Hop Songs. Șlagărul „No One” a fost desemnat câștigător la categoriile „Cea mai bună interpretare R&B” și „Cel mai bun cântec R&B”, la Gala Premiilor Grammy 2008.
Într-un interviu acordat MTV News Canada Alicia a spus despre cântec că: " vorbește despre felurile în care poate evolua o relație și despre lucrurile din jurul nostru care ne distrag atenția și nu ne lasă să ne concentrăm asupra ceea ce este important: iubirea". Cântecul a putut fi auzit pentru prima oară în luna august, când Alicia l-a introdus pe site-ul său oficial, pentru a putea fi ascultat însă data oficială a lansării a fost pe 11 septembrie.

## Clasamente
Din cauza difuzării masive la posturile radio, melodia a câștigat prima poziție în topurile din America, devenind astfel cel de-a cincelea single al Aliciei care a atins această poziție în cadrul topului Billboard 100. În Europa cântecul a evoluat bine, obținând poziții bune în topuri.

## Videoclip
Videoclipul oficial a fost produs de către Justin Francis, filmat in aprille 2007. și a avut premiera pe data de 24 septembrie în cadrul emisiunii 106 and Park. În prima parte a acestuia Alicia cântă alături de trupa sa, fiind aflați într-o cameră complet argintie, apoi ea este surprinsă cântând la un pian, în ploaie, iar în final ea ajunge la o petrecere unde dansează și cântă alături de invitați.